# اتحاد نقابات العمال المستقلة في بلغاريا
اتحاد نقابات العمال المستقلة في بلغاريا (KNSB/CITUB) ؛ (بالبلغارية: Конфедерация на независимите синдикати в България)‏ هو اتحاد نقابي في بلغاريا . إن اتحاد نقابات العمال المستقلة في بلغاريا هي أكبر نقابة عمالية في بلغاريا وأكثرها نفوذاً ورسوخاً، حيث تضم أعضاء أكثر عدة مرات من أكبر منافس لها - اتحاد العمل بودكريبا. 
ينتمي اتحاد نقابات العمال المستقلة في بلغاريا إلى الاتحاد الدولي لنقابات العمال والاتحاد الأوروبي لنقابات العمال .
بالإضافة إلى أنشطتها النقابية، لدى اتحاد نقابات العمال المستقلة في بلغاريا أيضًا قسم أبحاث يُطلق عليه اسم معهد الدراسات الاجتماعية والنقابية ، والذي يحلل القضايا الاجتماعية والاقتصادية، ويجري استطلاعات الرأي وينشر نشرات إعلامية.